# Körösújfalu
Körösújfalu – wieś i gmina w południowo-zachodniej części Węgier, w pobliżu miasta Szeghalom.
Miejscowość leży na obszarze tzw. Kraju Zacisańskiego (węg. Tiszántúl), będącego częścią Wielkiej Niziny Węgierskiej. Administracyjnie należy do powiatu Szeghalom, wchodzącego w skład komitatu Békés i jest jedną z jego 9 gmin.